# Paolo Bianchi
Paolo Alfredo Bianchi (Spinetta Marengo, 1 oktober 1908 – Cannes, 20 mei 1972) was een Italiaans wielrenner. 

## Belangrijkste overwinningen
1932
- Boucles de Sospel

1936
- 3e etappe deel b Ronde van Corsica

## Resultaten in voornaamste wedstrijden
| Jaar | Ronde van Italië | Ronde van Frankrijk | Ronde van Spanje |
| ---- | ---------------- | ------------------- | ---------------- |
| 1935 |                  |                     | 7e               |